# Atletika na Letních olympijských hrách 2008 – 400 metrů překážek muži
Běh na 400 metrů překážek mužů na Letních olympijských hrách 2008 se konal ve dnech 15. srpna (rozběhy), 16. srpna (semifinále) a 18. srpna (finále) na Pekingském národním stadionů.

## Finále
| Umístění         | Dráha | Jméno              | Národnost | Startovní reakce | Výkon |
| ---------------- | ----- | ------------------ | --------- | ---------------- | ----- |
| Zlatá medaile    | 6     | Angelo Taylor      | USA       | 0,164            | 47,25 |
| Stříbrná medaile | 4     | Kerron Clement     | USA       | 0,265            | 47,98 |
| Bronzová medaile | 7     | Bershawn Jackson   | USA       | 0,145            | 48,06 |
| 4.               | 5     | Danny McFarlane    | Jamajka   | 0,213            | 48,30 |
| 5.               | 8     | L.J. van Zyl       | JAR       | 0,253            | 48,42 |
| 6.               | 3     | Marek Plawgo       | Polsko    | 0,226            | 48,52 |
| 7.               | 9     | Marcino Buckley    | Jamajka   | 0,264            | 48,60 |
| 8.               | 2     | Periklís Iakovakis | Řecko     | 0,195            | 49,96 |